# NGC 6193
NGC 6193 es un cúmulo estelar abierto en la constelación de Ara, siendo sus estrellas masivas las responsables de la ionización y excitación de la nebulosa NGC 6188.
Este cúmulo joven situado a unos 3800 años luz del Sistema Solar contiene la estrella de tipo espectral O3 más cercana a nosotros, la cual forma parte del sistema binario HD 150136. NGC 6193 es el núcleo de la asociación estelar Ara OB1.